# Gezīcheh
Gezīcheh (persiska: گزيچه) är en ort i Iran.   Den ligger i provinsen Khorasan, i den östra delen av landet, 800 km öster om huvudstaden Teheran. Gezīcheh ligger 1 193 meter över havet och antalet invånare är 186.
Terrängen runt Gezīcheh är platt söderut, men norrut är den kuperad.Runt Gezīcheh är det ganska glesbefolkat, med 30 invånare per kvadratkilometer. Närmaste större samhälle är Eshtīvān, 4,3 km söder om Gezīcheh. Omgivningarna runt Gezīcheh är i huvudsak ett öppet busklandskap.